# Barnadråp
Barnadråp är ett brott enligt svensk rätt (3 kap. 3 § brottsbalken). Barnadråp är term för mors dödande av sitt barn. Om en kvinna dödar sitt barn vid födelsen eller eljest å tid då hon på grund av nedkomsten befinner sig i upprivet sinnestillstånd eller i svårt trångmål, kan hon dömas för barnadråp till fängelse i högst sex år. Barnamord (latinska infantici'dium) är term ur rättshistorisk mening innebärande uppsåtligt dödande av nyss fött barn, förövat av barnets moder. 
Barnadråp kan ses som ett specialfall av mord eller dråp. Lagstiftaren har ansett, att en födsel eller insikten i vad det innebär att man just har blivit mor, möjligen oplanerat, kan vara en så biologiskt och psykologiskt traumatisk upplevelse att det kan vara påkallat att uttryckligen ge domstolen möjligheten att under sådana omständigheter inte behöva bedöma gärningen lika hårt som mord på barn i vanliga fall bedöms, och att detta tillstånd kräver en särreglering åsido de gängse grunderna nöd eller nödvärn (som kan aktualiseras även om en person tror sig vara i livsfara). Då brottet endast kan begås av mödrar kan regeln ifrågasättas ur både rättvise- och jämställdhetssynpunkt; om t ex barnets far medverkar begår han därmed brottet (medhjälp till) mord alternativt dråp, vilket har ett straffvärde om sex år till livstids fängelse (straffet dock kan nedsättas om nöd eller sinnesförvirring anses förelegat). Lagrummet har hittills inte prövats i fall av transman som dödat ett av sig förlossat barn.
Lagregleringen kan idag anses föråldrad då den infördes givet de sociala stigma som tillhörde förlossning av utomäktenskapliga barn, liksom de obefintliga möjligheter som erbjöds att adoptera bort dessa under kontrollerade former. Tidigare krävdes förfrågan om barnet var oäkta för att lagrummet skulle vara tillämpligt. Då ansåg man att det abnorma tillstånd, i vilket en ogift barnaföderska var försatt av fruktan för vanära, vilket gav starka incitament att ångra en oönskad födsel genom att avliva barnet. Numera är biologiska skäl (postpartumdepression) som framgår av rekvisiten minst lika relevanta. Då dödsstraff tidigare var ett vanligt straff för mord, och särskilt uppsåtligt mord på barn, ansågs grunderna för ett generellt undantag för ensamstående ofrivilliga mödrar vara påkallat. 
Motsvarande brott i brittisk rätt är infanticide, vilket mellan 1922 och 1957 det enda sättet en vuxen, normalt sinnesnormal person som begått uppsåtligt mord kunde undslippa att dömas till döden, genom att brottet "nedgraderades" till dråp (manslaughter) vilket endast hade fängelse i straffskalan. Tidigare hade dock ensamma mödrar i sådana situationer typiskt benådats (under 1900-talet benådades mellan 85 och 90 % av kvinnliga mördare i landet), men de starka skäl som förelåg ansågs nödga en särreglering för att försäkra ett generellt undantag. Efter 1957 infördes en rad breda allmänna kvalificeringar för dödsstraff, vilka uteslöt den typiska barnamördaren och i praxis innebar ett uttryckligt undantag för postnatal, tillfällig sinnesförvirring. Lagen har delvis ändrats men förblir i kraft.